# Rak strumieniowy
Rak strumieniowy, rak górski (Austropotamobius torrentium) – europejski gatunek raka niewielkich rozmiarów, długości ok. 13 cm dł., zamieszkujący podgórskie strumienie i rzeki o zimnej i czystej wodzie. Żyje w dopływach Dunaju, części dorzecza Łaby oraz Renu i na Półwyspie Bałkańskim. W Polsce nie został stwierdzony, ale występuje w Czechach w pobliżu polskiej granicy.
Opisano 3 podgatunki tego gatunku:
- Austropotamobius torrentium torrentium
- Austropotamobius torrentium danubicus
- Austropotamobius torrentium macedonicus